# Plaza Rubén Darío (Buenos Aires)

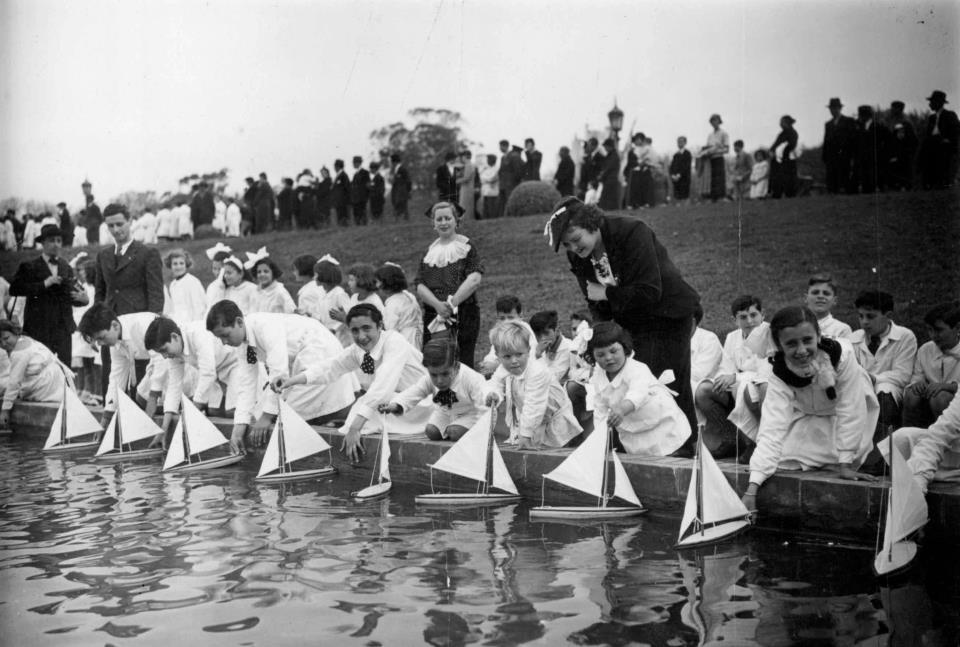
Escolares lanzan veleros en el clásico piletón en la década de 1940. (Fuente: AGN)

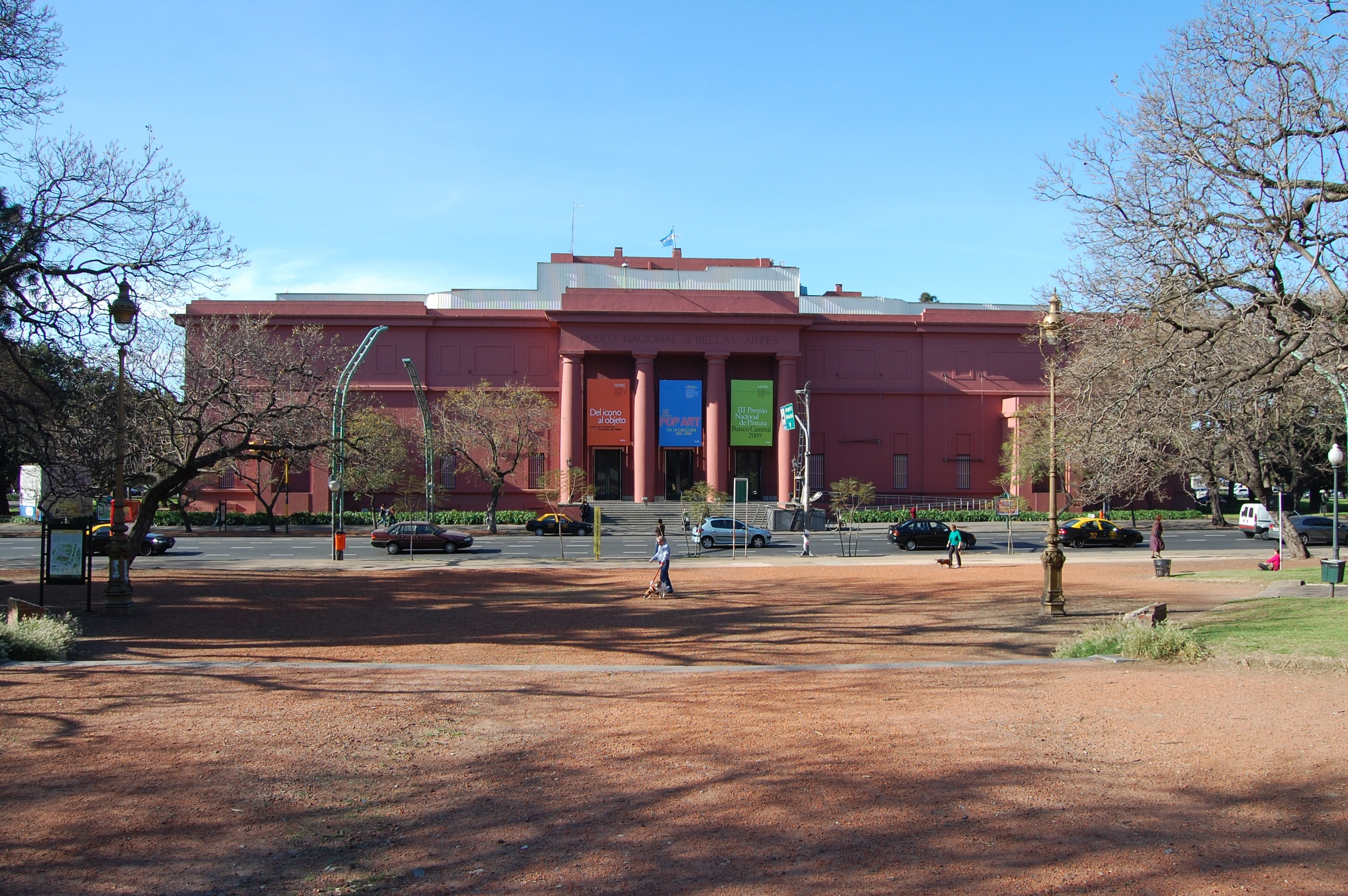
El Museo de Bellas Artes.

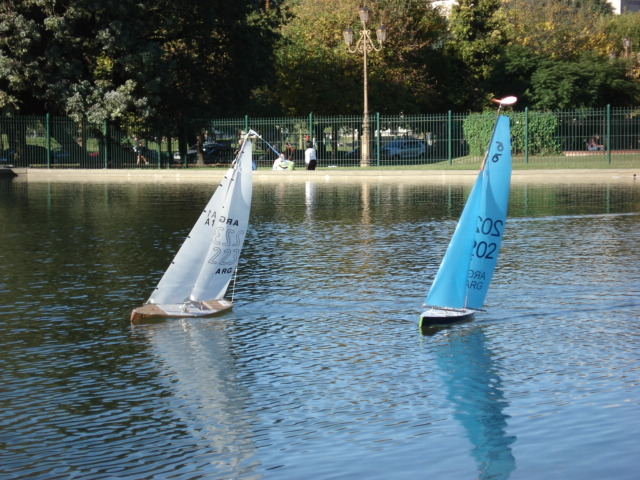
Modelismo naval en Plaza Rubén Darío.

La Plaza Rubén Darío es un espacio verde y público en el barrio de Recoleta, ciudad de Buenos Aires. Antes llamado Plaza Justo José de Urquiza, es conocida por su gran estanque de cemento en donde se practica con barcos, lanchas e hidroaviones a escala. Está limitado por las avenidas del Libertador, Pueyrredón y Figueroa Alcorta, y por la calle Austria.
La plaza surgió en la década de 1930, cuando se desmanteló la Planta de Obras Sanitarias, en donde se instaló luego el Museo de Bellas Artes y quedó un amplio espacio vacante en manos del Estado. Aprovechando los piletones que dejó la antigua proveedora de aguas de la ciudad, en 1936 el Intendente Mariano de Vedia y Mitre decidió dejar un estanque público. En ese primer momento, la plaza se llamó “Justo José de Urquiza” en homenaje al caudillo entrerriano y Presidente de la Confederación Argentina.
En la Plaza Rubén Darío se destacan, además del Piletón Urquiza y el edificio del Museo de Bellas Artes (inaugurado en 1932 con una remodelación hecha por el conocido arquitecto Alejandro Bustillo), el pabellón donde ahora funciona el Grupo Módena, y el puente sobre la Av. Figueroa Alcorta que fue diseñado para la Exposición del Sesquicentenario en 1960.
El monumento "Canto a la Argentina" está dedicado al poeta nicaragüense Rubén Darío y alude a una composición homónima escrita por él. Se erige allí desde 1997, obra del escultor argentino José Fioravanti, y es un homenaje que la República Argentina le rindió al poeta en 1967, en el centenario de su nacimiento. Darío escribió y publicó “Canto a la Argentina” y otros poemas en 1914. Sobre una base de mampostería y espejo de agua revestido en mármol travertino, emerge la figura del poeta, esculpida en bronce, flanqueada por dos figuras mitológicas. En su coronamiento surge la imagen de un caballo alado que simboliza a Pegaso. El monumento estaba originalmente en la actual Plaza Evita, junto a la Biblioteca Nacional, cuyos jardines habían sido diseñados por Rubén Darío. Pero en 1997, con la inauguración del actual Monumento a Evita, el de Darío fue trasladado a su lugar actual. Por Ordenanza 51.924 del 28 de agosto de 1997, se le cambió el nombre a la antigua Plaza Urquiza.
Hay otros monumentos menores en la Plaza: “El Segador” y “El sembrador” de Constantin Émile Meunier, el homenaje a Raoul Gustaf Wallenberg “Héroe Sin Tumba” de Philip Jackson (instalada en 1999), “Meditación” de Luis Sandrini, “El Hombre parlante” y “Grupo desnudo” de Drivier y “El Centauro Moribundo” de Antoine Bourdelle (año 1914). Además, hay un sector de juegos infantiles
En 1998, el estanque fue totalmente enrejado por el Gobierno de la Ciudad. Luego de dos años de demora, el 30 de octubre de 2005, se reinauguró el Piletón Urquiza, luego de trabajos de restauración debido a su grave deterioro. Se realizó un festejo con fanáticos de los modelos a escala.
En 2009, el Gobierno de la Ciudad inauguró en la Plaza Rubén Darío el “Paseo de Esculturas”, un espacio para el montaje de exposiciones temporales de esculturas al aire libre. La primera muestra, con producción del Centro Cultural Recoleta, consistió en 31 esculturas en acero del artista Bastón Díaz.

## Esculturas

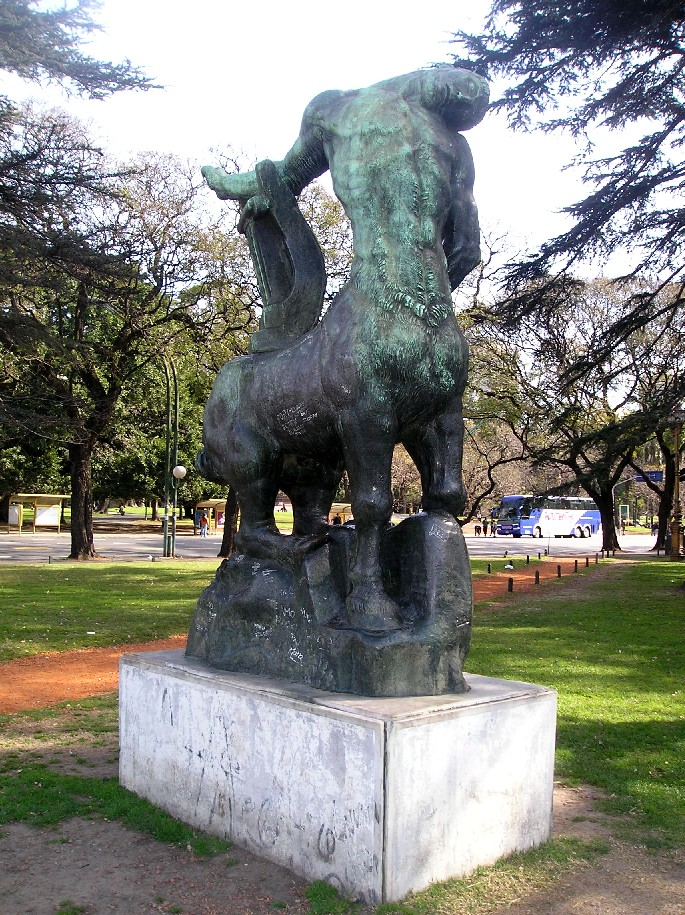
“Centauro moribundo” de Bourdelle